# Birgit Rieger
Birgit Rieger (* 1949 in Hamburg) ist eine deutsche Kinderbuch-Illustratorin aus Berlin.

## Leben
Birgit Rieger wurde in Hamburg geboren und wuchs im Harz auf. Nach einem Aufenthalt in der Schweiz wurde sie an der Universität der Künste Berlin zur Grafik-Designerin ausgebildet. Nach ihrem Abschluss wurde sie als Illustratorin tätig. Seit 1992 illustriert sie die Hexe-Lilli-Kinderbücher des Autors Knister. Ebenso illustrierte sie die Hörspiel-Tonträger der Serie.